# Славутич-Арена
«Славу́тич-Аре́на» (до 2006 року — Центральний стадіон «Металург») — стадіон у місті Запоріжжя, відкритий у 1938 році. Розташований у центрі міста, у Дніпровському районі, на вулиці, яка була перейменована на честь великого українського гравця і тренера Валерія Лобановського. Відкритий після капітальної реконструкції 29 липня 2006 року. Кількість сидячих місць — 11 883 глядачів. Домашній стадіон футбольних клубів МФК «Металург» (Запоріжжя) та «Зоря» (Луганськ).

## Історія
Наприкінці 1920-х років в Запоріжжі почалося будівництво Дніпровської ГЕС — на той час найбільшої в Європі. Молодь, яка брала участь у цьому грандіозному проєкті, облаштувала спортивний майданчик на одному з пустирів лівого берега Дніпра, саме на тому місці, де нині розташована спортивна арена. Тоді це була невелика спортивна зона без трибун, допоміжних приміщень чи огорож, а було лише скромне футбольне поле та декілька секторів для легкої атлетики.
На початку 1930-х років молоді працівники «Дніпрокомбінату», з якого пізніше відокремився металургійний комбінат «Запоріжсталь», студенти інституту та технікумів створили власну футбольну команду. Хоча вона не конкурувала з найсильнішими колективами міста, молодь активно брала участь у змаганнях і мала певні успіхи. У 1931 році за повідомленням журналу «Фізкультурник України», на кошти міського благоустрою на місці спортивного майданчика розпочалося будівництво стадіону. У 1932 році газета «Пролетар Дніпробуду» писала, що фізкультурна площадка імені Антіпова (першого голови ВСФК України) запрошує охочих зіграти у футбол. Згодом спортивний об'єкт був переданий комбінату «Запоріжсталь», а стадіон отримав назву «Сталь», який став майданчиком для численних турнірів. 30 вересня 1932 року на стадіоні відбулося урочисте відкриття Спартакіади будівельників Дніпровської ГЕС, присвяченої запуску гідроелектростанції. У 1933 році на стадіоні проходила Всеукраїнська спартакіада будівельників. Того ж року після реконструкції майданчик офіційно перетворився на стадіон «Сталь».
У 1938 році, після ще однієї реконструкції, в місті з'явився повноцінний сучасний стадіон на 8 000 глядачів. 2 травня 1938 року урочисто відкритий стадіон матчем між запорізьким «Локомотивом» та московським «Сталінцем», в ході якого перемогли гості з рахунком 5:4.
Новий стадіон став головною спортивною ареною міста і центром спортивного життя металургів. Тут були облаштовані футбольне поле, легкоатлетичні доріжки, сектори, роздягальні, душові та глядацькі трибуни.
Протягом десятиліть стадіон приймав сотні тисяч запоріжців. Тут проходили матчі провідних команд, легкоатлетичні змагання, відзначали чемпіонів і рекордсменів: футболістів «Локомотива» і «Металурга», олімпійських чемпіонів Леоніда Жаботинського, Олександра Резанова, Сергія Кушнірюка, Тетяну Самоленко, Юрія Лагутіна, а також світового рекордсмена Володимира Ященка. Свої перші кроки у спорті тут робили легенди запорізького футболу — Прядко, Рикун, Хмиров, Мозолевський, Тищенко, Пономарьов, Зозуля, Малкін, Каштанов тощо.
Свого остаточного вигляду центральний міський стадіон набув у 1973 році. Тоді після масштабної реконструкції була відкрита Західна трибуна з місцями для вболівальників та преси, з роздягальнями для футболістів та суддів, досить сучасна для того часу, проте ще наприкінці 1970-х років у цієї центральної трибуни стадіону виникали проблеми. Незважаючи, що місткість стадіону зросла до 27 000 глядачів, проте навіть цього не вистачало під час матчів Вищої ліги СРСР 1991 року, коли ФК «Металург» виступав в цій лізі.
1980 року санстанція фіксувала про вихід з ладу вентиляції, згодом почалися багаторічні проблеми з гідроізоляцією. Стан спортивної арени був визнаний аварійним. Зусиллями «Запоріжсталі» ситуацію вдалося стабілізувати, трибуни були частково відновлені, а учасники змагань отримали доступ до роздягалень.
У 1995 році на Західну трибуну припинили пускати глядачів. Дивом вдалося відстояти допуск у її приміщення футбольних команд. У березні 2002 року спеціальна комісія міськвиконкому через аварійний стан стадіону взагалі  заборонила проведення масових заходів на стадіоні «Металург». Будівництво нової арени почалося у 2004 році.
2001 року ФФУ заборонило грати ФК «Металург» на його однойменому стадіоні (Остання гра відбулася 31 жовтня 2001 року — ФК «Металург» протистояв донецькому «Шахтарю»), а команда перебралася на стадіон «АвтоЗАЗ», який належав збанкрутілому запорізькому клубу «Торпедо». Незабаром після цього керівництво ФК «Металург» затвердило план побудови нового стадіону для команди. Навесні 2002 року запорізький «Металург» приймав своїх суперників на стадіоні «Торпедо». Рідна арена центральний стадіон «Металург» потребував реконструкції. На початку квітня 2002 року розпочався демонтаж його Західної трибуни. Рішення про реконструкцію стадіону ухвалили за каденції мера Олександра Поляка. Однак ремонт затягнувся. Завдяки наполегливості його наступника, Євгена Карташова, будівництво вдалося завершити.
29 липня 2006 року «Славутич-Арена» була відкрита матчем 1-го туру Чемпіонату України між ФК «Металург» та київським «Динамо». Квитки на цю гру вболівальники розкупили ще за два дні до матчу.
З липня 2014 року, через війну на сході України, «Славутич-Арена» була «домашньою» для футбольного клубу «Зоря» (Луганськ).

## Визначні матчі

### Матчі національної збірної України
| Дата              | Турнір | Господарі | Рахунок | Гості   | Голи      | Глядачі |
| ----------------- | ------ | --------- | ------- | ------- | --------- | ------- |
| 14 листопада 2019 | ТМ     | Україна   | 1:0     | Естонія | Безус 90' | 11 756  |

### Матчі молодіжної збірної України
|    | Дата              | Турнір   | Господарі | Рахунок | Гості             | Голи                                                        |
| -- | ----------------- | -------- | --------- | ------- | ----------------- | ----------------------------------------------------------- |
| 01 | 17 листопада 2007 | КЧЄ 2009 | Україна   | 5-0     | Ліхтеншейн        | Олійник 26' Льопа 30' Ярошенко 39' Гладкий 41' Антонов 54'  |
| 02 | 21 листопада 2007 | КЧЄ 2009 | Україна   | 0-2     | Чехія             | Єслінек 73' Райторал 83'                                    |
| 03 | 07 вересня 2018   | КЧЄ 2019 | Україна   | 3-2     | Латвія            | Попов 21' Швед 28' Коваленко 65' - Фьодоровс 60' Кігурс 63' |
| 04 | 11 вересня 2018   | КЧЄ 2019 | Україна   | 1-0     | Андорра           | Швед 87'                                                    |
| 05 | 06 вересня 2019   | КЧЄ 2021 | Україна   | 0-2     | Фінляндія         | Кельман 18' Валакарі 81' (п)                                |
| 06 | 10 вересня 2019   | КЧЄ 2021 | Україна   | 4-0     | Мальта            | Топалов 17' Русин 21' Лєднєв 40' Цітаішвілі 83'             |
| 07 | 12 жовтня 2021    | КЧЄ 2023 | Україна   | 1-0     | Фарерські острови | Едмудссон 24' (а)                                           |

### Фінал кубку України
| Дата           | Переможець       | Рахунок | Фіналіст           | Голи                                  |
| -------------- | ---------------- | ------- | ------------------ | ------------------------------------- |
| 15 травня 2019 | Шахтар (Донецьк) | 4-0     | Інгулець (Петрове) | Тете 27' 39' Мораес 45+1' Соломон 64' |

### Матч за Суперкубок України
| Дата          | Переможець       | Рахунок | Фіналіст             | Голи                                                                      |
| ------------- | ---------------- | ------- | -------------------- | ------------------------------------------------------------------------- |
| 04 липня 2010 | Шахтар (Донецьк) | 7-1     | Таврія (Сімферополь) | Гладкий 2' 51' Жадсон 35' Вілліан 67' Адріану 78' 85' Рац 90' - Фещук 32' |

### Інші визначні матчі
- 20 червня 1992 року тут відбувся матч за третє місце першого чемпіонату України між «Дніпром» і «Шахтарем».

## Галерея

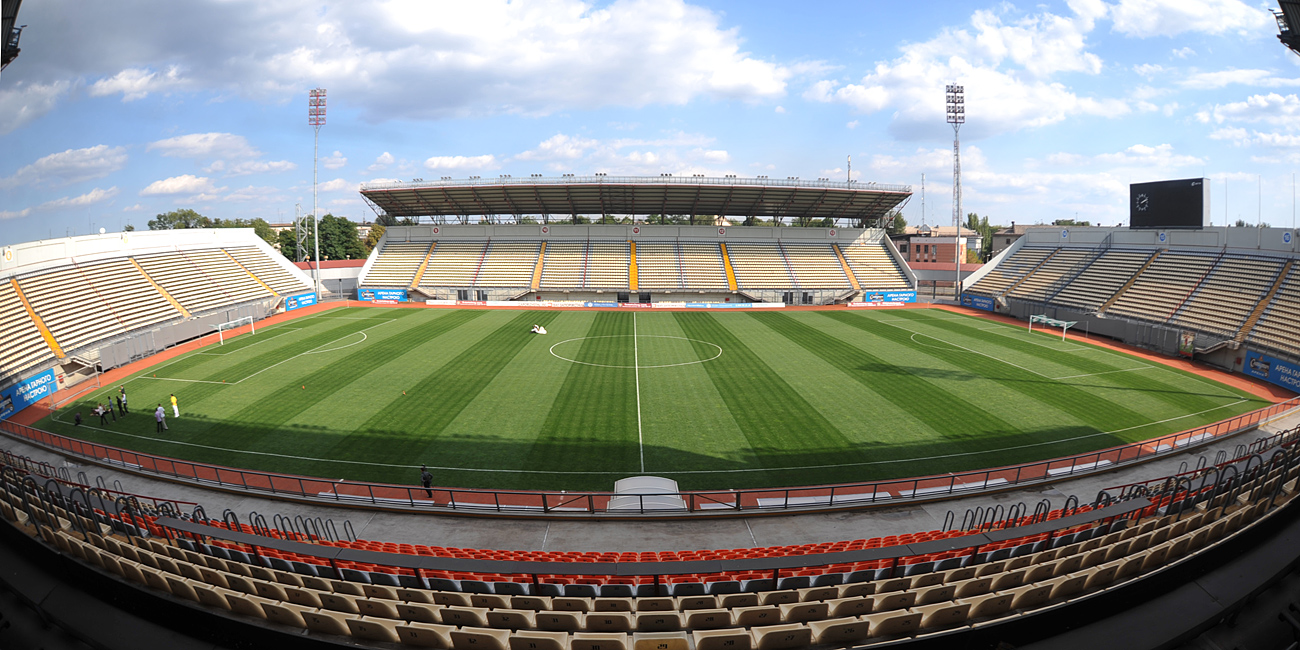